# Dorfkirche Goßmar (Heideblick)

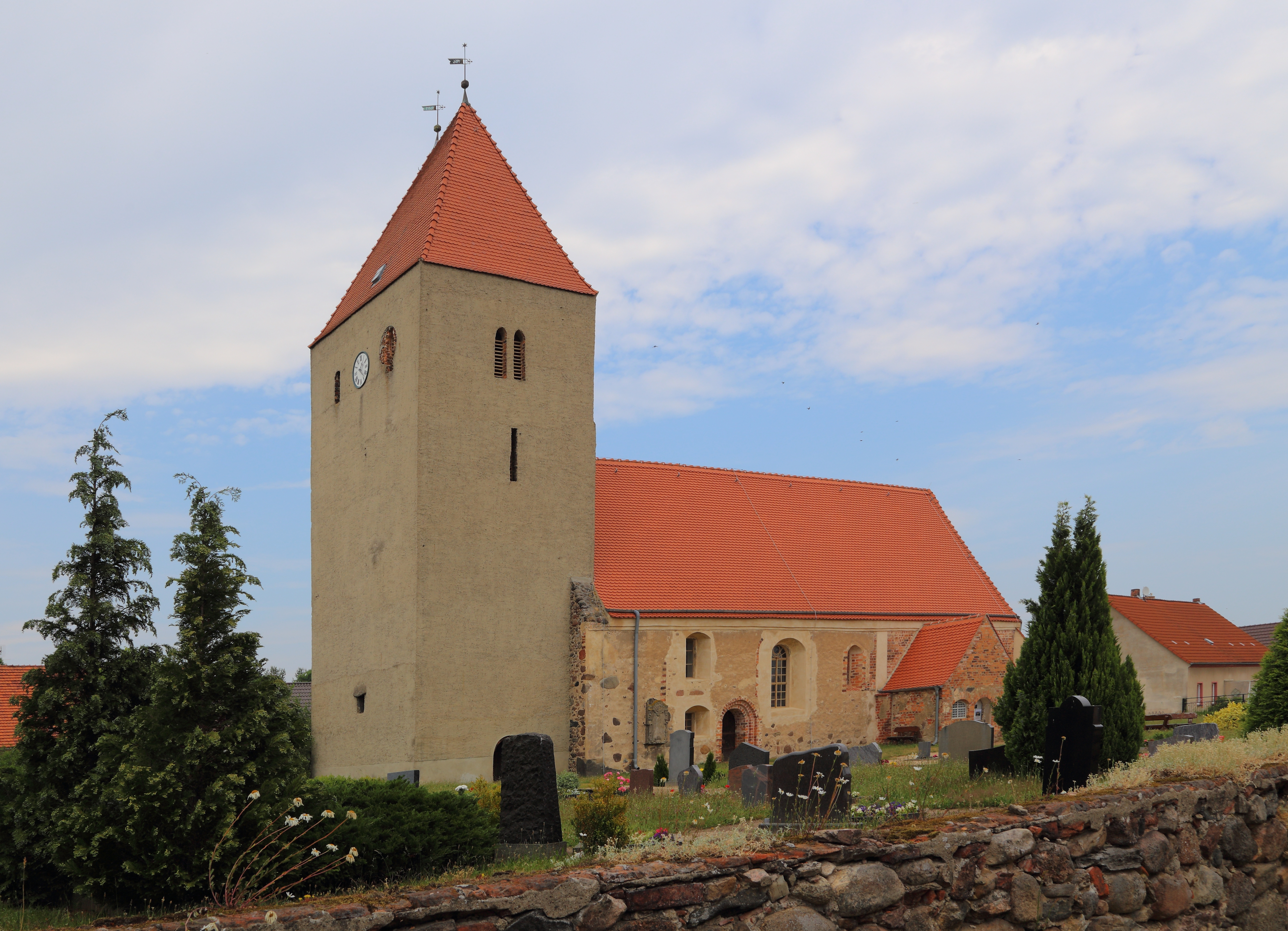
Dorfkirche Goßmar (2015)

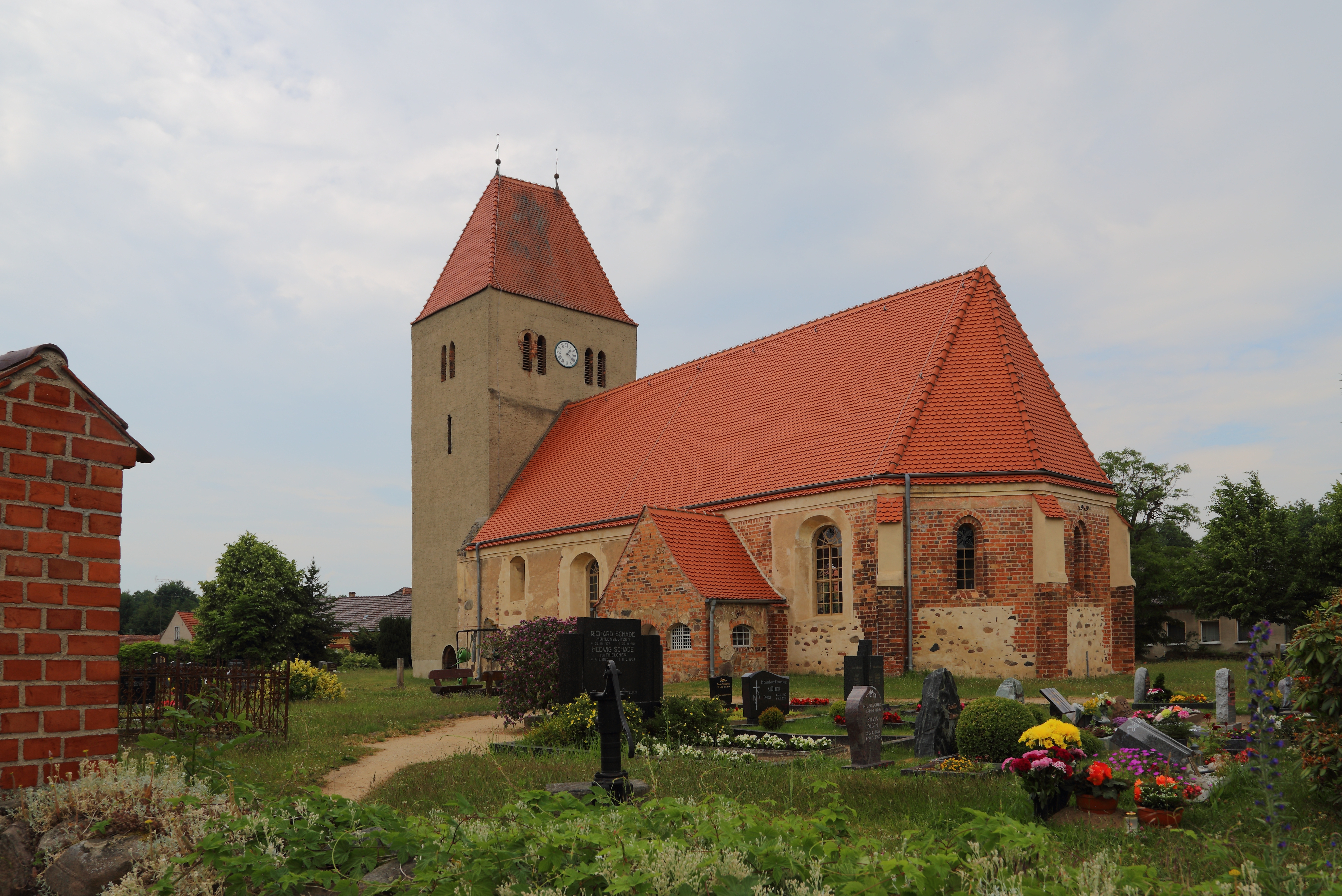
Blick auf den Ostschluss (2015)

Die Dorfkirche Goßmar ist das Kirchengebäude im Ortsteil Goßmar der Gemeinde Heideblick im Landkreis Dahme-Spreewald in Brandenburg und steht unter Denkmalschutz. Die Kirchengemeinde Goßmar gehört zum Pfarrsprengel Görlsdorf im Kirchenkreis Niederlausitz der Evangelischen Kirche Berlin-Brandenburg-schlesische Oberlausitz.

## Architektur und Geschichte
Die Saalkirche in Goßmar wurde Anfang des 15. Jahrhunderts im Stil der Spätgotik gebaut und war ursprünglich ein Bauwerk aus Feldsteinen. Das historische hölzerne Tonnengewölbe ist teilweise erhalten und inschriftlich auf das Jahr 1408 datiert. In der zweiten Hälfte des 15. Jahrhunderts wurde die Kirche mit einem Dreiachtelschluss aus Backstein nach Osten erweitert. Die Ecken der Wand sind mit Strebepfeilern besetzt, was auf ein ursprünglich geplantes Tonnengewölbe im Chor hindeutet. Die Unterschiede im Mauerwerk sind insbesondere im Innenraum erkennbar. Der breite ungegliederte Feldsteinturm wurde auch im 15. Jahrhundert nachträglich angebaut, ist aber vermutlich etwas älter als der Ostschluss. Die Fensteröffnungen im Chor waren ursprünglich gestufte Lanzettfenster. Im 17. Jahrhundert, vermutlich vor 1622, wurde die Kirche barock umgebaut. Dabei wurden die Öffnungen korbbogig erweitert. Ebenfalls zu dieser Zeit erfolgte der Anbau einer Vorhalle an der Südwand mit einem spitzbogigen Stufenportal.
Der hohe, ungegliederte Turm ist mit einem Zeltdach überzogen. An den Firstecken ist das Turmdach mit Turmkugeln und Wetterfahnen bekrönt. Der spätgotische Außenputz ist mit Ausnahme des Turms erhalten. Der Chorbereich ist mit Bogen- und Vierpassfries gegliedert. Die Vorhalle war ursprünglich mit einem Renaissancegiebel versehen, dieser ging bei Baumaßnahmen verloren. Die Decke im Innenraum ist flach und verputzt. Im Westen und im Süden stehen Emporen auf gedrehten Säulen aus dem frühen 18. Jahrhundert. Der Fußbodenbelag besteht aus quadratischen Fliesen. Im Zuge einer Innenraumrestaurierung in den Jahren 2017 und 2018 wurden an der Kirche etwa sechs mittelalterliche Wandmalereien aus der Zeit um 1480 freigelegt. In den Kirchen der Nachbarorte Beesdau und Riedebeck finden sich ähnliche Malereien.

## Ausstattung
In der Dorfkirche Goßmar steht ein Altar mit Knorpelwerkdekor, der Anfang des 17. Jahrhunderts gebaut wurde. Er wurde vermutlich zunächst als Flügelaltar gefertigt und später zu einem Kanzelaltar umgebaut. In der Predella befindet sich ein Abendmahlsbild und darüber ein polygonaler Kanzelkorb mit Schnitzfiguren eines Altars aus dem 15. Jahrhundert. Auf der Mensa steht ein kleines, barockes Kruzifix. Das schlichte Taufbecken aus Sandstein stammt aus dem Jahr 1881. An der Südwand sind Gefallenendenkmale für die verstorbenen und verschollenen Soldaten der Kirchengemeinde während des Deutsch-Französischen Krieges (1870/71) und des Ersten Weltkrieges (1914–1918) angebracht.

## Orgel
Die Orgel wurde um 1775 von Carl Gotthold Claunigk gebaut. Zum Teil wird auch Johann Christoph Schröther der Ältere als Erbauer genannt. 2004 wurde das Instrument von Markus Roth überarbeitet, eine umfangreiche Sanierung steht noch aus. Die mechanische Orgel hat sieben Register auf einem Manualen und dem Pedal.
| Manual CD–c3 |           |       |
| 1.           | Gedackt   | 8′    |
| 2.           | Gamba     | 8′    |
| 3.           | Flöte     | 4′    |
| 4.           | Principal | 2′    |
| 5.           | Quinte    | 1 ⁄3′ |
| 6.           | Octave    | 1′    |

| Pedal CD–c1 |        |    |
| 7.          | Violon | 8′ |

## Kirchengemeinde
Außer dem Pfarrdorf Goßmar gehören keine weiteren Dörfer zur Kirchengemeinde. Diese war historisch der Superintendentur Luckau (später Kirchenkreis Luckau) unterstellt. Bis 1945 gehörte Goßmar zur Evangelischen Landeskirche der älteren Provinzen Preußens, danach kam die Kirchengemeinde zur Evangelischen Kirche in Berlin-Brandenburg. Am 1. März 1998 wurden die Kirchenkreise Luckau und Lübben-Calau zum Kirchenkreis Lübben zusammengeschlossen. Am 1. Januar 2004 fusionierten die Evangelische Kirche in Berlin-Brandenburg und die Evangelische Kirche der schlesischen Oberlausitz zur Evangelischen Kirche Berlin-Brandenburg-schlesische Oberlausitz. Der Kirchenkreis Lübben wurde am 1. Januar 2010 aufgelöst und mit dem Kirchenkreis Finsterwalde zum Kirchenkreis Niederlausitz vereinigt.
Die Kirchengemeinde Goßmar bildet zusammen mit der Kirchengemeinde Görlsdorf-Frankendorf den Pfarrsprengel Görlsdorf. Dieser wiederum ist dem Pfarramt Langengrassau unterstellt.